# Сосновий Бор (Белебеївський район)
Сосно́вий Бор (рос. Сосновый Бор, башк. Сосновый Бор) — присілок у складі Белебеївського району Башкортостану, Росія. Входить до складу Усень-Івановської сільської ради.
Населення — 90 осіб (2010; 95 в 2002).
Національний склад:
- росіяни — 63 %